# سرجة شرقية
سرجة شرقية قرية سورية تتبع ناحية سنجار في منطقة معرة النعمان في محافظة إدلب. بلغ عدد سكانها 473 نسمة في عام 2004 حسب إحصاء المكتب المركزي للإحصاء.